# Silay
Silay is een stad in de Filipijnse provincie Negros Occidental. Bij de laatste census in 2007 had de stad ruim 120 duizend inwoners.

## Geografie

### Bestuurlijke indeling
Silay is onderverdeeld in de volgende 16 barangays:
| - Balaring - Barangay I - Barangay II - Barangay III - Barangay IV - Barangay V - Barangay VI - Eustaquio Lopez | - Guimbala-on - Guinhalaran - Kapitan Ramon - Lantad - Mambulac - Rizal - Bagtic - Patag |

## Demografie
Silay had bij de census van 2007 een inwoneraantal van 120.365 mensen. Dit zijn 12.643 mensen (11,7%) meer dan bij de vorige census van 2000. De gemiddelde jaarlijkse groei komt daarmee uit op 1,54%, hetgeen lager is dan het landelijk jaarlijks gemiddelde over deze periode (2,04%). Vergeleken met de census van 1995 is het aantal mensen met 2.383 (1,9%) afgenomen.

## Geboren in Silay
- Jose Locsin (27 augustus 1891), medicus, suikerplantagehouder, politicus (overleden 1977);
- Oscar Ledesma (3 april 1902), suikerplantagehouder, politicus en diplomaat (overleden 1995).

Bacolod · Bago · Binalbagan · Cadiz · Calatrava · Candoni · Cauayan · Enrique B. Magalona · Escalante · Himamaylan · Hinigaran · Hinoba-an · Ilog · Isabela · Kabankalan · La Carlota · La Castellana · Manapla · Moises Padilla · Murcia · Pontevedra · Pulupandan · Sagay · Salvador Benedicto · San Carlos · San Enrique · Silay · Sipalay · Talisay · Toboso · Valladolid · Victorias